# Al Ulbrickson
Alvin Edmund "Al" Ulbrickson, Jr., född 10 oktober 1930 i Seattle, död 6 juli 2012 i Seattle, var en amerikansk roddare.
Ulbrickson blev olympisk bronsmedaljör i fyra med styrman vid sommarspelen 1952 i Helsingfors.